# Rio Itapirapuã
O rio Itapirapuã é um rio brasileiro que banha o estado do Paraná. 